# ディレンコフ戦車
ディレンコフ戦車（Dyrenkov's armoured tractors）とは、戦間期の1930年代初頭に、ソ連で開発された、一連の装甲トラクター（装甲車、トラクター・タンク）・他の総称である。
狭義の「ディレンコフ戦車」といえば、「D-4 戦車」のことを指すが、この項では、ディレンコフの設計した戦車は、広義の意味で、全て「ディレンコフ戦車」として、まとめて扱うことにする。

## 概要
1929年7月15日、今後5年間の赤軍の機械化・自動車化計画（トゥハチェフスキーの構想に基づくソ連最初の本格的機甲部隊建設構想）が承認され、1933年までに、陸軍に3,500輌、動員予備役に2,000輌の戦車を配備することになった。同時に、革命軍事評議会（ソビエト連邦の最高軍事機関)は、戦闘と戦術の近代的要件に基づいた、装甲トラクターの新しいシステムを採用した。1930年10月、装甲トラクターの試作車の製造が決定された。
ソ連の軍事理論家で元帥である「ミハイル・ニコラエヴィチ・トゥハチェフスキー」の理論によれば、単純で低性能で安価な装甲トラクターでも、編隊内の第二線および第三線の戦車としてなら使用できるとされた。
赤軍は、安価に製造でき、運用が容易な、戦闘車両を大量に必要としていたのである。こうして、「労働者と農民の赤軍の機械化・自動車化局」（UMM RKKA。1929年11月創設。局長は「インノケンティ・ハレプスキー」（Innokenty Khalepsky、1893-1938））の「実験設計試験部」（OKIB、1929年12月にレニングラードのイゾラ工場で設立）を率いる有名な設計者、「ニコライ・イワノヴィチ・ディレンコフ」（Nikolai Ivanovich Dyrenkov、1898-1937）の下、1930年末から、トラクターを基にした、「代用戦車」の開発が始まった。
そうして1931年に開発されたのが、D-10、D-11、D-14、D-15である。
この時期の車両（戦車・装甲車）の、型式名「D-○」の「D」は、ディレンコフの頭文字であり、ディレンコフによる設計であることを示す。
D-10とD-14とD-15は、ドイツの「WD 50 牽引車」系統の「Kommunar（クモナール、コムナール）」トラクターを基とし（D-10とD-15はKommunar 9GU、D-14はKommunar 9EU）、D-11はキャタピラー社の「キャタピラー・モデル60」トラクターを基としていた。
D-10とD-11は、固定戦闘室に後ろ向きに76.2 mm 連隊砲1門と、7.62 mm DT機関銃2挺（さらに車内に予備を2挺）を備えた「戦車」であった。発砲は車体の向きを変えて、停止して行った。
D-14は、車体前後に計2挺のDT機関銃と、車体両側面に、片側3つずつ、計6つの乗降扉を備えた「水陸両用装甲兵員輸送車」（ソ連では「デサントニー戦車」と称する。乗員2名（操縦手、車長）＋兵員18名）であった。
D-15は、様々な液体（化学薬品）を噴射して攻撃する「化学戦車」（ソ連では火炎放射戦車の事を「化学戦車」と称するが、本来は火炎放射に限った物ではない）であった。D-15の写真は残っておらず、どのような姿であったのか不明である。D-10に似ていたであろうと想像されている。
各1輌ずつ、計4輌の試作車が、モスクワのモゼレズ工場（モスクワ鉄道修理工場）で製造された。D-10とD-11戦車は1931年2月上旬に製造され、その後、実験的なD-14とD-15の製造が始まり、5月にD-14が製造され、遅れて、D-15は夏の初めに製造された。
1931年5月、先に完成したD-10、D-11、D-14、の3輌は、クビンカの科学試験装甲射撃場に送られ、6月上旬には、高速道路、未舗装道路、オフロードで、走行試験が行われた。平均速度は4〜6 km/hであった。
試験の結果、シャーシ全体の装甲化による大重量に、トラクターの足回りが耐えられず、かつ、非常に鈍足で、実用に耐えないほど低性能であると評価され、試作のみ（失敗）に終わった。
3輌の実験「戦車」、D-10、D-11、D-14、は、修理されることなく、暫く放置された後に、解体された。T-15は、1932年末までモゼレズ工場に留まった後、他の「戦車」の後に解体された。
また、同時期（1929年10月計画発表～1930年開発開始～1932年解散）、ディレンコフは、他のディレンコフ戦車（こちらはトラクターベースではない、新規開発車体）として、D-4、D-5を開発している。D-4は、装輪装軌併用式戦車で、D-5は、D-4の設計を基に、走輪装置を取り除いて通常の装軌式に改めた物である。D-4は、1931年3月に実車が製造され、試験が行われたが、まともに動かず、失敗作（計画放棄、D-4は解体）に終わり、D-5は、1931年11月に、原寸大のモックアップが製作されたのみに終わった。
他に、ディレンコフは、GAZ-A乗用車（A型フォードのコピー）のシャーシに装甲ボディを載せたD-8装甲車（1930年～1931年開発。乗員2名（運転手と車長）。武装は7.62 mm DT機関銃1挺と予備1挺（弾薬数2,709発）で、車体の前部、後部、両側面の計4つのガンポートのいずれかから発射。装甲ボディは3～7 mm厚の圧延鋼板で作られ、80～100 mの距離から発射される通常弾に耐える。戦闘重量1.6 t。40 hpのGAZ-A 水冷4気筒キャブレターエンジン搭載。最高速度85 km/h。路上航続距離225 km）や、NKVD用の装甲鉄道車両D-2も開発している。
なお、トゥハチェフスキーとディレンコフは、1937年の「大粛清」で、逮捕され、処刑されている。
1937年10月13日、ディレンコフは逮捕され、1937年12月9日、NKVDによって「破壊工作とテロ組織への参加」（＝失敗作ばかりを作り続け、国費と時間を浪費した、サボタージュという意味）の罪で有罪判決を受け、同日、コムナルカ射撃場で銃殺され、埋葬された。